# Campionato del mondo di hockey su pista
Il Campionato del Mondo di hockey su pista (ingl. Roller Hockey World Championship) è la massima competizione internazionale di hockey su pista per squadre nazionali maschili, ed è organizzata da World Skate.
Fu istituito nel 1936 anno in cui vide la sua prima edizione con l'Inghilterra come vincitrice. Il vincitore del torneo si fregia del titolo di campione del mondo per il biennio successivo alla vittoria.
Si sono tenute quarantacinque edizioni del torneo; campione in carica è la Spagna, che ha vinto l'edizione più recente, quella del 2024 in Italia. Sempre quella iberica è la nazionale più titolata con diciotto successi; a seguire vi è il Portogallo con sedici, l'Argentina con sei titoli, l'Italia con quattro trofei ed infine l'Inghilterra con due successi.

## Albo d'oro
| Anno                                         | Città ospitante                              | Finale                                       | Finale                                       | Finale                                       | 3º-4º posto/Semifinaliste                    | 3º-4º posto/Semifinaliste                    | 3º-4º posto/Semifinaliste                    | Squadre                                      |
| Anno                                         | Città ospitante                              | Vincitore                                    | Risultato                                    | Finalista                                    | Terzo posto                                  | Risultato                                    | Quarto posto                                 | Squadre                                      |
| Valevole come campionato mondiale ed europeo | Valevole come campionato mondiale ed europeo | Valevole come campionato mondiale ed europeo | Valevole come campionato mondiale ed europeo | Valevole come campionato mondiale ed europeo | Valevole come campionato mondiale ed europeo | Valevole come campionato mondiale ed europeo | Valevole come campionato mondiale ed europeo | Valevole come campionato mondiale ed europeo |
| -------------------------------------------- | -------------------------------------------- | -------------------------------------------- | -------------------------------------------- | -------------------------------------------- | -------------------------------------------- | -------------------------------------------- | -------------------------------------------- | -------------------------------------------- |
| 1936 (1ª)                                    | Stoccarda                                    | Inghilterra                                  | Girone unico                                 | Italia                                       | Portogallo                                   | Girone unico                                 | Svizzera                                     | 7                                            |
| 1939 (2ª)                                    | Montreux                                     | Inghilterra                                  | Girone unico                                 | Italia                                       | Portogallo                                   | Girone unico                                 | Belgio                                       | 7                                            |
| 1947 (3ª)                                    | Lisbona                                      | Portogallo                                   | Girone unico                                 | Belgio                                       | Spagna                                       | Girone unico                                 | Italia                                       | 7                                            |
| 1948 (4ª)                                    | Montreux                                     | Portogallo                                   | Girone unico                                 | Inghilterra                                  | Italia                                       | Girone unico                                 | Spagna                                       | 9                                            |
| 1949 (5ª)                                    | Lisbona                                      | Portogallo                                   | Girone unico                                 | Spagna                                       | Italia                                       | Girone unico                                 | Belgio                                       | 8                                            |
| 1950 (6ª)                                    | Milano                                       | Portogallo                                   | Girone unico                                 | Italia                                       | Svizzera                                     | Girone unico                                 | Spagna                                       | 10                                           |
| 1951 (7ª)                                    | Barcellona                                   | Spagna                                       | Girone unico                                 | Portogallo                                   | Italia                                       | Girone unico                                 | Belgio                                       | 11                                           |
| 1952 (8ª)                                    | Porto                                        | Portogallo                                   | Girone unico                                 | Italia                                       | Spagna                                       | Girone unico                                 | Belgio                                       | 10                                           |
| 1953 (9ª)                                    | Ginevra                                      | Italia                                       | Girone finale                                | Portogallo                                   | Spagna                                       | Girone finale                                | Svizzera                                     | 13                                           |
| 1954 (10ª)                                   | Barcellona                                   | Spagna                                       | Girone unico                                 | Portogallo                                   | Italia                                       | Girone unico                                 | Belgio                                       | 15                                           |
| 1955 (11ª)                                   | Milano                                       | Spagna                                       | Girone finale                                | Italia                                       | Portogallo                                   | Girone finale                                | Svizzera                                     | 14                                           |
| 1956 (12ª)                                   | Porto                                        | Portogallo                                   | Girone unico                                 | Spagna                                       | Italia                                       | Girone unico                                 | Germania Ovest                               | 11                                           |
| Valevole solo come campionato mondiale       |                                              |                                              |                                              |                                              |                                              |                                              |                                              |                                              |
| 1958 (13ª)                                   | Porto                                        | Portogallo                                   | Girone unico                                 | Spagna                                       | Italia                                       | Girone unico                                 | Paesi Bassi                                  | 10                                           |
| 1960 (14ª)                                   | Madrid                                       | Portogallo                                   | Girone unico                                 | Spagna                                       | Argentina                                    | Girone unico                                 | Italia                                       | 10                                           |
| 1962 (15ª)                                   | Santiago del Cile                            | Portogallo                                   | Girone unico                                 | Italia                                       | Spagna                                       | Girone unico                                 | Svizzera                                     | 10                                           |
| 1964 (16ª)                                   | Barcellona                                   | Spagna                                       | Girone unico                                 | Portogallo                                   | Italia                                       | Girone unico                                 | Paesi Bassi                                  | 10                                           |
| 1966 (17ª)                                   | San Paolo                                    | Spagna                                       | Girone unico                                 | Portogallo                                   | Argentina                                    | Girone unico                                 | Italia                                       | 10                                           |
| 1968 (18ª)                                   | Porto                                        | Portogallo                                   | Girone unico                                 | Spagna                                       | Argentina                                    | Girone unico                                 | Italia                                       | 10                                           |
| 1970 (19ª)                                   | San Juan                                     | Spagna                                       | Girone unico                                 | Portogallo                                   | Italia                                       | Girone unico                                 | Argentina                                    | 11                                           |
| 1972 (20ª)                                   | La Coruña                                    | Spagna                                       | Girone unico                                 | Portogallo                                   | Argentina                                    | Girone unico                                 | Germania Ovest                               | 12                                           |
| 1974 (21ª)                                   | Lisbona                                      | Portogallo                                   | Girone unico                                 | Spagna                                       | Argentina                                    | Girone unico                                 | Germania Ovest                               | 12                                           |
| 1976 (22ª)                                   | Oviedo                                       | Spagna                                       | Girone unico                                 | Argentina                                    | Portogallo                                   | Girone unico                                 | Germania Ovest                               | 12                                           |
| 1978 (23ª)                                   | San Juan                                     | Argentina                                    | Girone unico                                 | Spagna                                       | Portogallo                                   | Girone unico                                 | Germania Ovest                               | 12                                           |
| 1980 (24ª)                                   | Talcahuano                                   | Spagna                                       | Girone finale                                | Argentina                                    | Portogallo                                   | Girone finale                                | Cile                                         | 16                                           |
| 1982 (25ª)                                   | Barcelos                                     | Portogallo                                   | Girone finale                                | Spagna                                       | Argentina                                    | Girone finale                                | Cile                                         | 22                                           |
| 1984 (26ª)                                   | Novara                                       | Argentina                                    | Girone unico                                 | Italia                                       | Portogallo                                   | Girone unico                                 | Spagna                                       | 10                                           |
| 1986 (27ª)                                   | Sertãozinho                                  | Italia                                       | Girone unico                                 | Spagna                                       | Portogallo                                   | Girone unico                                 | Argentina                                    | 10                                           |
| 1988 (28ª)                                   | La Coruña                                    | Italia                                       | Girone unico                                 | Spagna                                       | Portogallo                                   | Girone unico                                 | Argentina                                    | 10                                           |
| 1989 (29ª)                                   | San Juan                                     | Spagna                                       | 2 - 1                                        | Portogallo                                   | Italia                                       | 11 - 2                                       | Cile                                         | 12                                           |
| 1991 (30ª)                                   | Porto                                        | Portogallo                                   | 7 - 0                                        | Paesi Bassi                                  | Argentina                                    | 4 - 0                                        | Brasile                                      | 12                                           |
| 1993 (31ª)                                   | Sesto San Giovanni                           | Portogallo                                   | 3 - 3 (dts) (1-0 dtr)                        | Italia                                       | Argentina                                    | 3 - 2                                        | Spagna                                       | 12                                           |
| 1995 (32ª)                                   | Recife                                       | Argentina                                    | 5 - 1                                        | Portogallo                                   | Spagna                                       | 2 - 0                                        | Brasile                                      | 12                                           |
| 1997 (33ª)                                   | Wuppertal                                    | Italia                                       | 5 - 0                                        | Argentina                                    | Spagna                                       | 3 - 1                                        | Portogallo                                   | 12                                           |
| 1999 (34ª)                                   | Reus                                         | Argentina                                    | 1 - 0                                        | Spagna                                       | Portogallo                                   | 5 - 4                                        | Italia                                       | 12                                           |
| 2001 (35ª)                                   | San Juan                                     | Spagna                                       | 2 - 2 (dts) (1-0 dtr)                        | Argentina                                    | Italia                                       | 5 - 3                                        | Portogallo                                   | 15                                           |
| 2003 (36ª)                                   | Oliveira de Azeméis                          | Portogallo                                   | 1 - 0                                        | Italia                                       | Spagna                                       | 3 - 1                                        | Argentina                                    | 16                                           |
| 2005 (37ª)                                   | San Jose                                     | Spagna                                       | 2 - 1                                        | Argentina                                    | Portogallo                                   | 4 - 3                                        | Italia                                       | 16                                           |
| 2007 (38ª)                                   | Montreux                                     | Spagna                                       | 8 - 1                                        | Svizzera                                     | Argentina                                    | 3 - 3 (dts) (1-0 dtr)                        | Italia                                       | 16                                           |
| 2009 (39ª)                                   | Vigo                                         | Spagna                                       | 3 - 1                                        | Argentina                                    | Portogallo                                   | 8 - 3                                        | Brasile                                      | 16                                           |
| 2011 (40ª)                                   | San Juan                                     | Spagna                                       | 5 - 4                                        | Argentina                                    | Portogallo                                   | 9 - 2                                        | Mozambico                                    | 16                                           |
| 2013 (41ª)                                   | Luanda                                       | Spagna                                       | 4 - 3                                        | Argentina                                    | Portogallo                                   | 10 - 3                                       | Cile                                         | 16                                           |
| 2015 (42ª)                                   | La Roche-sur-Yon                             | Argentina                                    | 6 - 1                                        | Spagna                                       | Portogallo                                   | 7 - 3                                        | Germania                                     | 16                                           |
| World Skate Games                            |                                              |                                              |                                              |                                              |                                              |                                              |                                              |                                              |
| 2017 (43ª)                                   | Nanchino                                     | Spagna                                       | 4 - 4 (dts) (1-0 dtr)                        | Portogallo                                   | Argentina                                    | 4 - 2                                        | Italia                                       | 8                                            |
| 2019 (44ª)                                   | Barcellona                                   | Portogallo                                   | 0 - 0 (dts) (2-1 dtr)                        | Argentina                                    | Spagna                                       | 5 - 0                                        | Francia                                      | 8                                            |
| 2022 (45ª)                                   | San Juan                                     | Argentina                                    | 4 - 2                                        | Portogallo                                   | Francia                                      | 5 - 5 (dts) (3-2 dtr)                        | Italia                                       | 8                                            |
| 2024 (46ª)                                   | Novara                                       | Spagna                                       | 2 - 1                                        | Argentina                                    | Italia                                       | 3 - 2                                        | Portogallo                                   | 8                                            |

### Riepilogo vittorie per nazionale
| Numero | Nazionale   | Anni |
| ------ | ----------- | --- |
| 18     | Spagna      | 1951, 1954, 1955, 1964, 1966, 1970, 1972, 1976, 1980, 1989, 2001, 2005, 2007, 2009, 2011, 2013, 2017, 2024 |
| 16     | Portogallo  | 1947, 1948, 1949, 1950, 1952, 1956, 1958, 1960, 1962, 1968, 1974, 1982, 1991, 1993, 2003, 2019             |
| 6      | Argentina   | 1978, 1984, 1995, 1999, 2015, 2022                                                                         |
| 4      | Italia      | 1953, 1986, 1988, 1997                                                                                     |
| 2      | Inghilterra | 1936, 1939                                                                                                 |

### Medagliere
| Squadra     | Vincitore | Secondo posto | Terzo posto | Totale podi |
| ----------- | --------- | ------------- | ----------- | ----------- |
| Spagna      | 18        | 12            | 8           | 38          |
| Portogallo  | 16        | 11            | 15          | 42          |
| Argentina   | 6         | 10            | 10          | 26          |
| Italia      | 4         | 9             | 11          | 24          |
| Inghilterra | 2         | 1             | 0           | 3           |
| Svizzera    | 0         | 1             | 1           | 2           |
| Belgio      | 0         | 1             | 0           | 1           |
| Paesi Bassi | 0         | 1             | 0           | 1           |
| Francia     | 0         | 0             | 1           | 1           |

## Sedi delle fasi finali
| Nazione     | Numero | Città e anni                                                                                             |
| ----------- | ------ | --- |
| Portogallo  | 10     | Porto: 1952, 1956, 1958, 1968, 1991 Lisbona: 1947, 1949, 1974 Barcelos: 1982 Oliveira de Azeméis: 2003   |
| Spagna      | 10     | Barcellona: 1951, 1954, 1964, 2019 La Coruña: 1972, 1988 Madrid: 1960 Oviedo: 1976 Reus: 1999 Vigo: 2009 |
| Argentina   | 6      | San Juan: 1970, 1978, 1989, 2001, 2011, 2022                                                             |
| Italia      | 5      | Milano: 1950, 1955 Novara: 1984, 2024 Sesto San Giovanni: 1993                                           |
| Svizzera    | 4      | Montreux: 1939, 1948, 2007 Ginevra: 1953                                                                 |
| Brasile     | 3      | Recife: 1995 San Paolo: 1966 Sertãozinho: 1986                                                           |
| Cile        | 2      | Santiago del Cile: 1962 Talcahuano: 1980                                                                 |
| Germania    | 2      | Stoccarda: 1936 Wuppertal: 1997                                                                          |
| Angola      | 1      | Luanda: 2013                                                                                             |
| Cina        | 1      | Nanchino: 2017                                                                                           |
| Francia     | 1      | La Roche-sur-Yon: 2015                                                                                   |
| Stati Uniti | 1      | San Jose: 2005                                                                                           |